# Lijst van vlaggen van de Salomonseilanden
Dit is een lijst van vlaggen van de Salomonseilanden.

## Nationale vlag (perFIAV-codering)
|          | Civiele vlag | Staatsvlag | Oorlogsvlag |
| -------- | ------------ | ---------- | ----------- |
| Te land  | · ?          | · ?        | · ?         |
| Te water | · ?          | · ?        | · ?         |

## Vlaggen van bestuurders
| Vlag | Periode    | Functie                                                  | Beschrijving |
| ---- | ---------- | -------------------------------------------------------- | ------------ |
|      | 1978-heden | Vlag van de gouverneur-generaal van de Salomonseilanden. |              |

## Militaire vlaggen
| Vlag | Periode | Functie                             | Beschrijving |
| ---- | ------- | ----------------------------------- | ------------ |
|      |         | Douanevlag van de Salomonseilanden. |              |